# Rio Preto (gemeente)
Rio Preto is een gemeente in de Braziliaanse deelstaat Minas Gerais. De gemeente telt 5.631 inwoners (schatting 2009).

## Aangrenzende gemeenten
De gemeente grenst aan Lima Duarte, Olaria, Santa Bárbara do Monte Verde, Santa Rita de Jacutinga en Valença (RJ).